# Monika Hinterberger

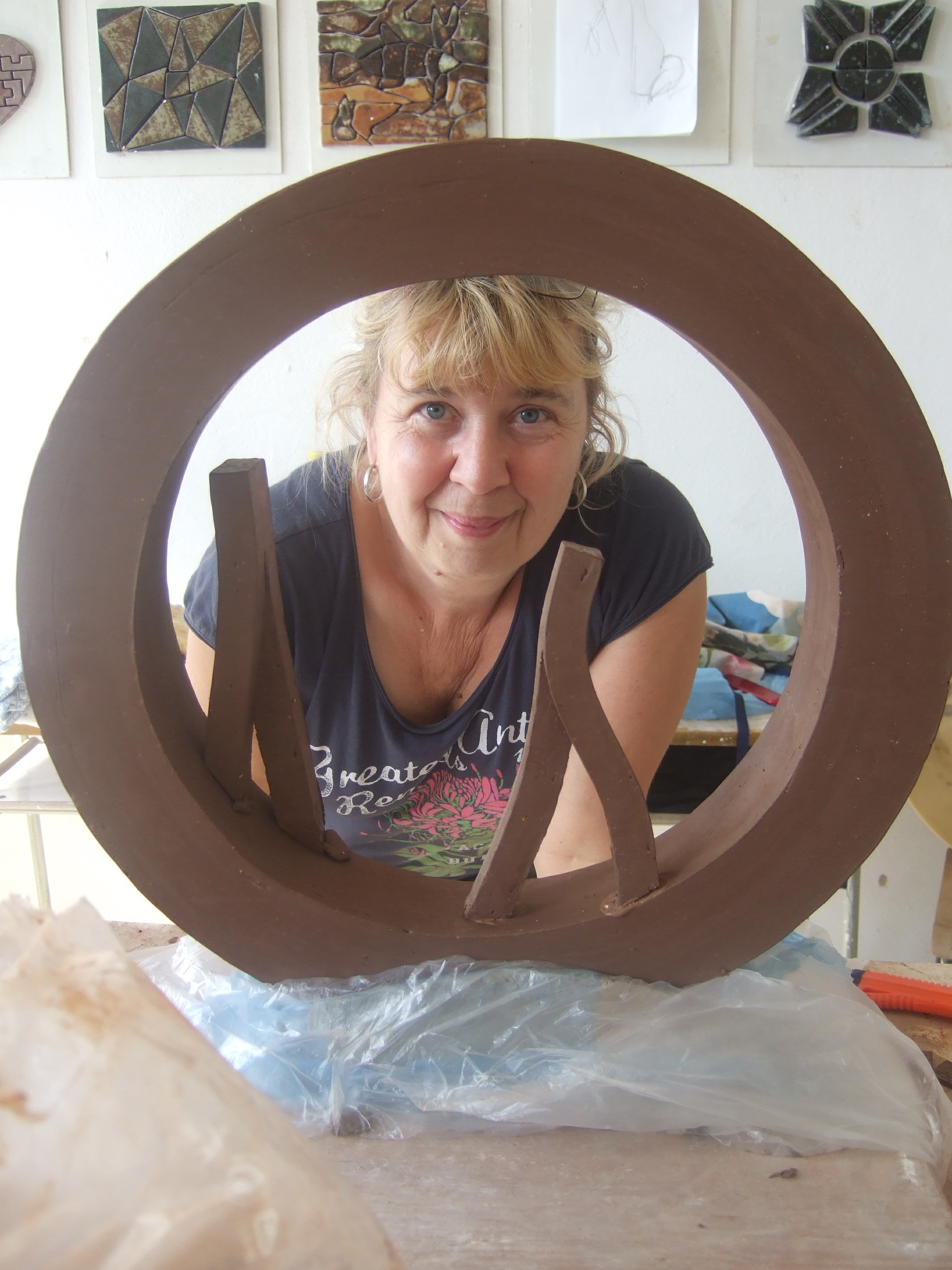
Monika Hinterberger beim Internationalen Keramik Symposium in Bechyne (CZE) 2012

Monika Hinterberger (* 5. Oktober 1962 in Linz, Oberösterreich; † 2018) war eine österreichische Künstlerin.
Ihr Atelier befand sich im Stadtzentrum von Leonding, nur wenige Meter vom Klangdenkmal Nachklang-Widerhall entfernt, bei dessen Außengestaltung Monika Hinterberger maßgeblich beteiligt war.

## Leben
Monika Hinterberger wuchs in Leonding auf, absolvierte 1984 die Pädagogische Hochschule Salzburg und wandte sich nach mehrjähriger pädagogischer Tätigkeit immer mehr der Kunst zu. Ende der 1980er und Anfang der 1990er Jahre absolvierte sie an der Wiener Kunstschule für Keramik ein Studium, das sie 1992 mit Diplom abschloss. Danach wirkte sie als freie Keramikkünstlerin in Leonding und in Linz. Seit 2003 war sie Mitglied der Berufsvereinigung Bildender Künstler und seit 2005 Mitglied des ICCA Verein zur Förderung zeitgenössischer Keramikkunst. Danach setzte sie sich zunächst mit der Form des
Quaders auseinander, wobei ihre Objekte von Platten oder Stäben durchdrungen werden. Seit dem Jahr 2008 ging es in ihren Arbeiten um die Wahrnehmung von Bewegungsphänomenen und um das Festhalten dieser dynamischen Prozesse.
Monika Hinterberger starb 2018 im Alter von 56 Jahren. Ihr zu Ehren veranstaltete der Verein Kult-Ex, dessen Vorstandsmitglied sie war, 2019 in der 44er Galerie in Leonding eine Retrospektive mit dem Titel „Mut Wut“.

## Einzelausstellungen und Ausstellungsbeteiligungen (Auswahl)

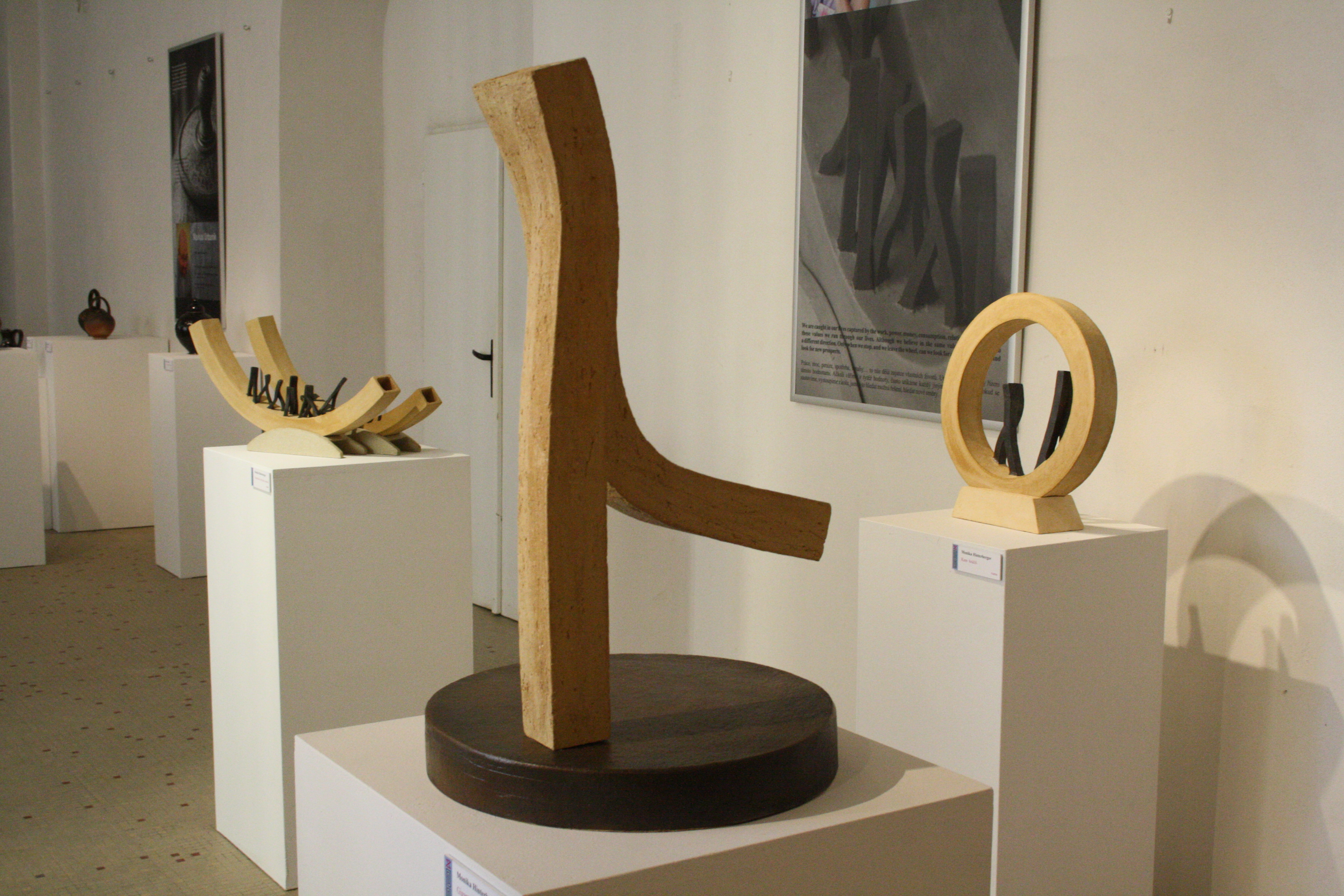
Läuferin, Keramik-Museum Bechyne (CZE)

- 1996 Made in Leonding; Stadtplatzgalerie Leonding (A)
- 2000 Kunstwerkstatt Tulln (A)
- 2002 Nordico; Linz (A)
- 2003 Keramik im Steinbruch; Oberpullendorf (A)
- 2005 ICCA; Wien (A)[4]
- 2005 44er Haus – Galerie; Leonding (A)
- 2006 ICCA – Praskac; Tulln (A)
- 2008 IX. ex tempore-Keramik, Piran (SLO)[5]
- 2008 gebaut-gebrannt, OÖ.Kunstverein; Linz (A)[6]
- 2008 ARTvent, Galerie im K-Hof; Gmunden (A)
- 2009 Ceramica Multiplex; Varazdin (HR)[7]
- 2009 Internationale Keramik Triennale „Unicum“; Piran (SLO)[8]
- 2010 Tamara Böhm – Eva Fischer – Claudia Gasser – Monika Hinterberger allschau Galerie Forum Wels (A)
- 2010 at the moment, Wanderausstellung; Westerwaldmuseum (D)
- 2011 Kalendarium-gezählte Tage, Galerie Forum; Wels (A)[9]
- 2011 Galerie der Raiffeisenbank, Leonding (A)[10]
- 2011 Keramikprofile, Deutschvilla, Strobl/Wolfgangsee (A)[11]
- 2011 VI. Keramik-Biennale; El Vendrell/Barcelona (E)[12]
- 2011 X. Keramik-Biennale; Manises/Valencia (E)[13]